# Bătălia de la Adamclisi
Bătălia de la Adamclisi a fost o bătălie importantă în primul război daco-roman, în iarna anilor 101-102.

## Cadru

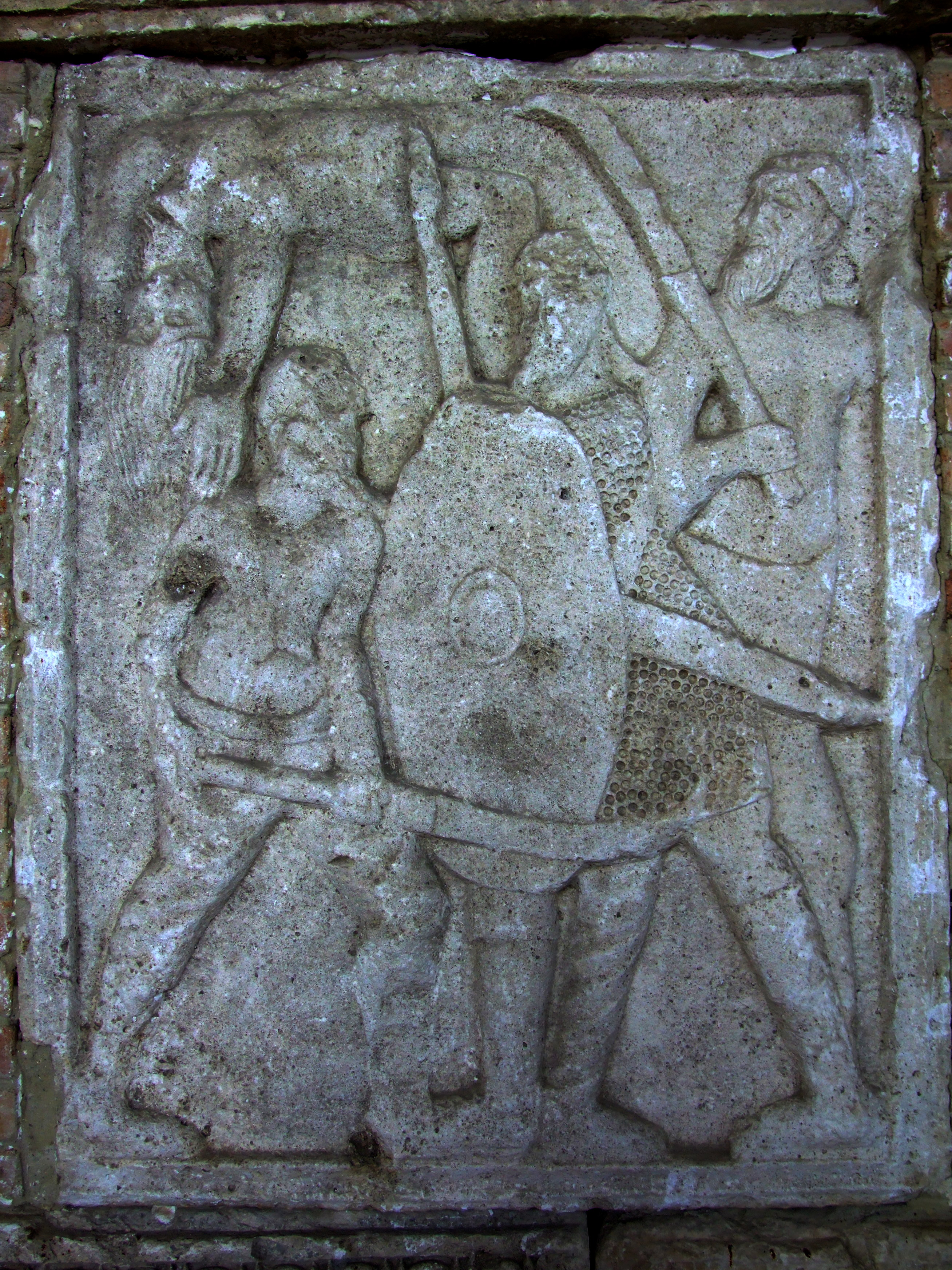
Soldaţi daci înarmaţi cu Falx

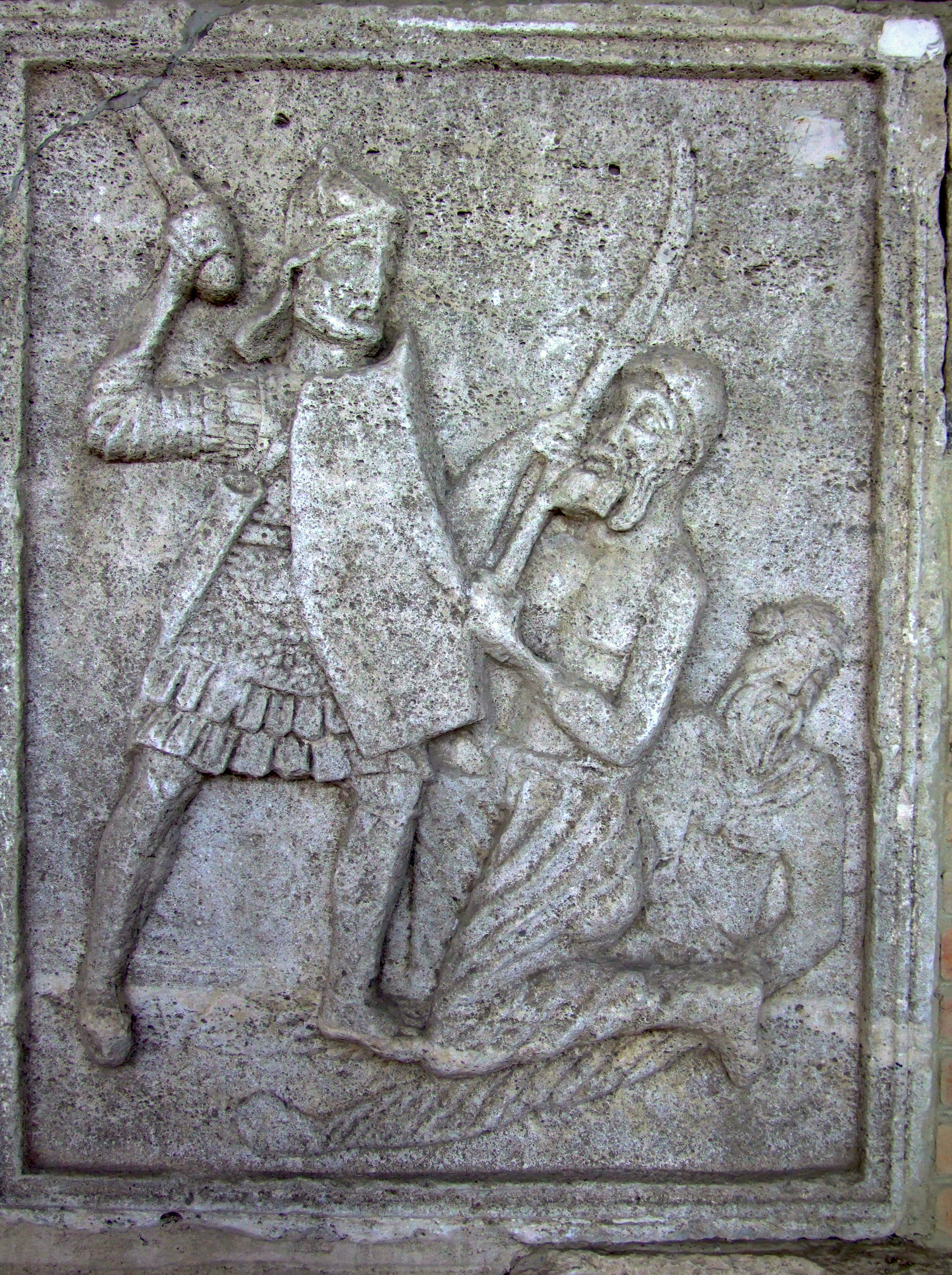

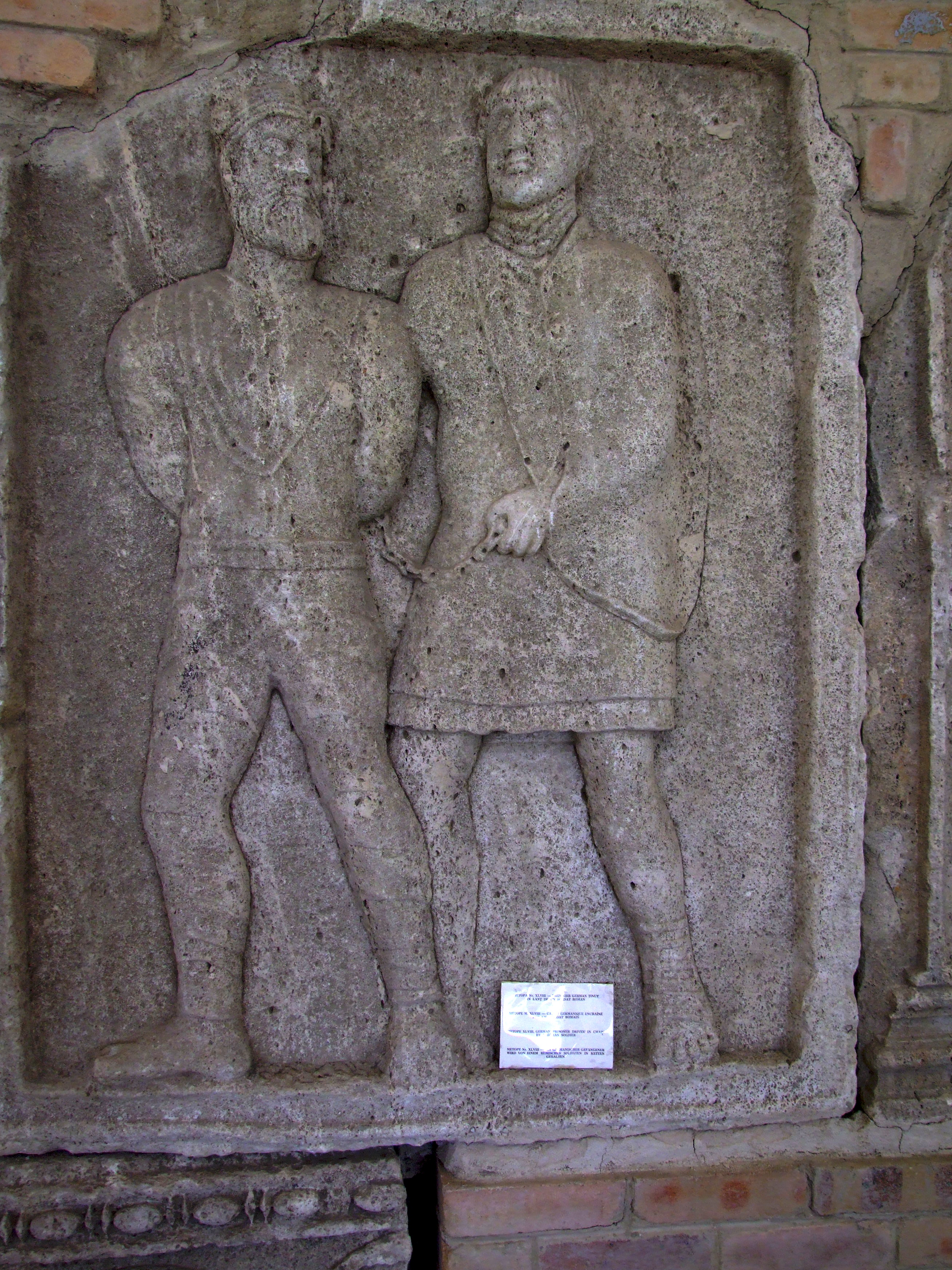

După victoria de la a doua bătălie de la Tapae, împăratul Traian a hotărât să aștepte primăvara să-și continue ofensiva asupra Sarmizegetusei, capitala Daciei. Decebalus, regele dac a profitat de aceasta, și a atacat provincia romană Moesia de la sud de Dunăre, împreună cu triburile aliate, roxolanii și iazigii, pentru a-i obliga pe romani să-și părăsească pozițiile din munți din apropiere de Sarmizegetusa.

## Bătălia
Armata dacă, împreună cu roxolanii și iazigii, a traversat Dunărea înghețată, dar, deoarece nu era destul de frig, gheața s-a rupt sub greutatea lor, și mulți au murit în apa înghețată.
Traian a plecat cu armata din munți, urmându-i pe daci în Moesia. O primă ciocnire a avut loc în timpul nopții, cu pierderi nesemnificative de ambele părți, și fără un rezultat decisiv.
Bătălia finală s-a dat la Adamclisi, cu pierderi grele de ambele părți, chiar dacă rezultatul a fost o victorie romană.

## Urmări
După bătălie, Traian a avansat către Sarmizegetusa. Decebal a cerut un armistițiu, iar Traian a fost de acord. De această dată pacea era favorabilă Imperiului Roman: Decebal trebuia să cedeze teritoriile ocupate de armata romană, și trebuia să înapoieze toate armele și mașinile de luptă primite după 89, când romanii sub Domițian trebuiau să plătească un tribut anual dacilor.
Decebalus era obligat să renunțe la politica externă, și să aibă ca “prieteni și dușmani pe prietenii și dușmanii Imperiului Roman”, după cum afirmă Dio Cassius.
După cucerirea Daciei în urma războiului din 105 și 106, Traian a construit în 109, la Adamclisi, monumentul Tropaeum Traiani.